# El Toboso
El Toboso es un municipio y localidad española de la provincia de Toledo, en la comunidad autónoma de Castilla-La Mancha.  
Su configuración urbana es la característica de esta comarca, con sus edificios de mampostería y tapial y sus muros bien encalados. Las casas, con corredores de madera y columnas, tienen unos patios de planta cuadrada o rectangular adintelada y el suelo es casi siempre de guijarros. 
Es, además, la patria chica de Dulcinea, un personaje de Don Quijote de la Mancha, el amor del ilustre caballero manchego.

## Geografía
Se sitúa en el límite suroriental de la provincia de Toledo, en la comarca de La Mancha. Situado a 635 metros sobre el nivel del mar, limita con los municipios de Quintanar de la Orden, Los Hinojosos (Cuenca), Mota del Cuervo (Cuenca), Pedro Muñoz (Ciudad Real), Campo de Criptana (Ciudad Real) y Miguel Esteban. 
| Noroeste: Quintanar de la Orden | Norte: Quintanar de la Orden        | Noreste: Los Hinojosos   |
| Oeste: Miguel Esteban           |                                     | Este: Mota del Cuervo    |
| Suroeste: Campo de Criptana     | Sur: Pedro Muñoz, Campo de Criptana | Sureste: Mota del Cuervo |

## Toponimia

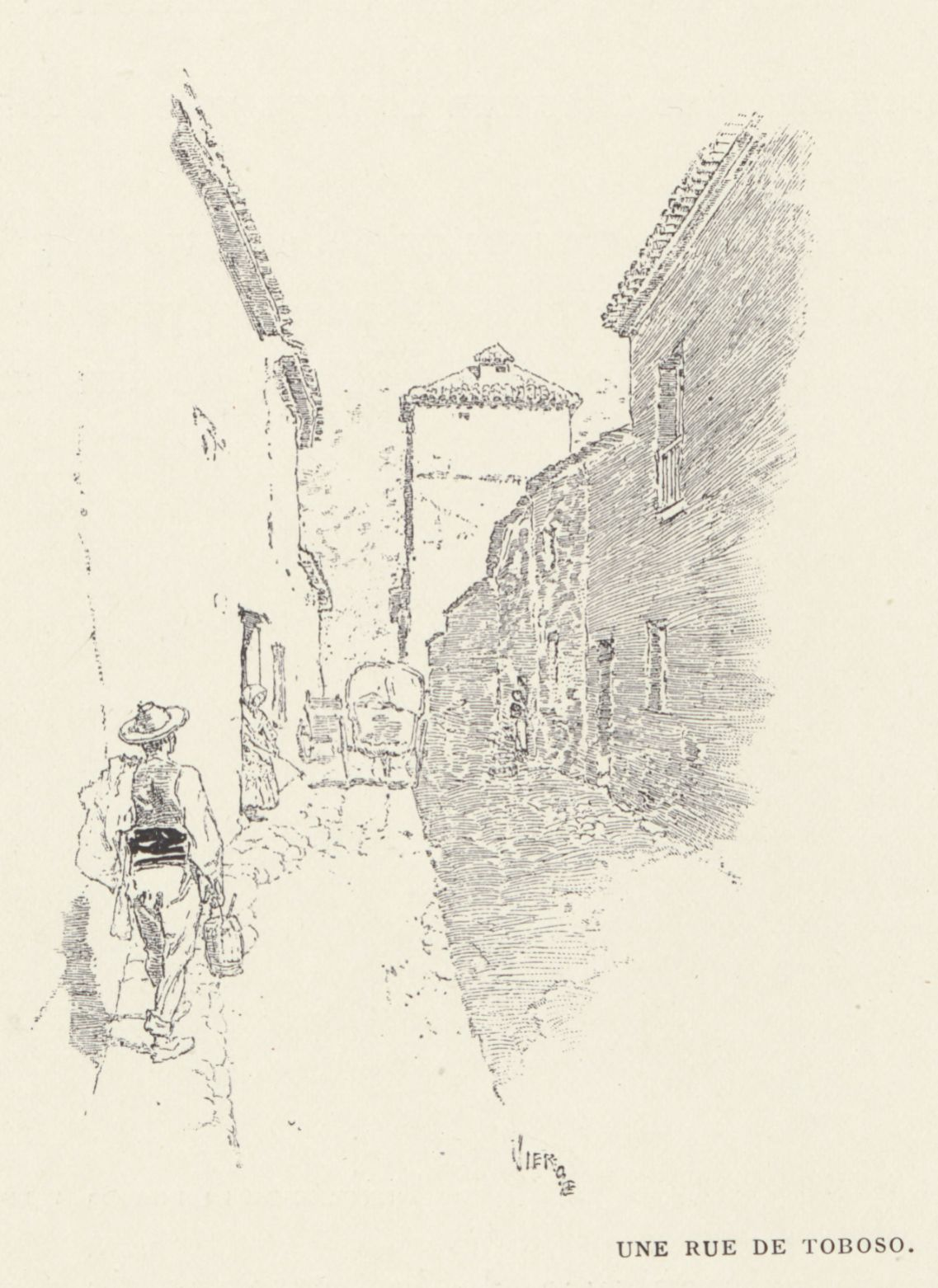
«Une rue de Toboso» de Vierge (Au pays de Don Quichotte, 1901)

No se sabe a ciencia cierta, el origen y significado del nombre de la villa, pero cierto es de que en este lugar abundaban los cardos "toba", o porque también abunda en el terreno una piedra caliza, porosa y escaso valor denominada con el mismo nombre "toba". Lo cierto es que el escudo de armas de la villa posee en su campo y de forma cruzada el cardo «toba».

## Historia
Los orígenes de este municipio se remontan a la prehistoria, como demuestran los hallazgos arqueológicos encontrados. También existen vestigios de poblamiento en la zona por parte de ibeross y celtíberos. No existen evidencias que demuestren la existencia de un poblamiento romano, visigodo o árabe. 
El nombre del municipio aparece nombrado en documentos de 1338 y en 1353 forma parte del común de La Mancha. En 1390, Vasco Rodríguez concede a la villa un mercado franco y nombra entre sus vecinos al juez y alcalde. En 1468, El Toboso aparece en los censos de la Orden de Santiago y en 1480 el maestre de la Orden, Alonso de Cárdenas, al confirmar sus privilegios, le concede el título de villa. El siglo XVI es la época de mayor pujanza de la villa y de mayor repoblación.
El Toboso se hizo muy popular debido a la obra de Miguel de Cervantes Don Quijote de La Mancha, escrita en el siglo XVII, ya que era el lugar de residencia de Dulcinea.

## Demografía
Cuenta con una población de 1723 habitantes (INE 2024).
| Gráfica de evolución demográfica de El Toboso entre 1842 y 2021                                                       |
| |
| Población de derecho según los censos de población del INE. Población de hecho según los censos de población del INE. |

## Cultura

### Arquitectura religiosa
- Iglesia de San Antonio Abad

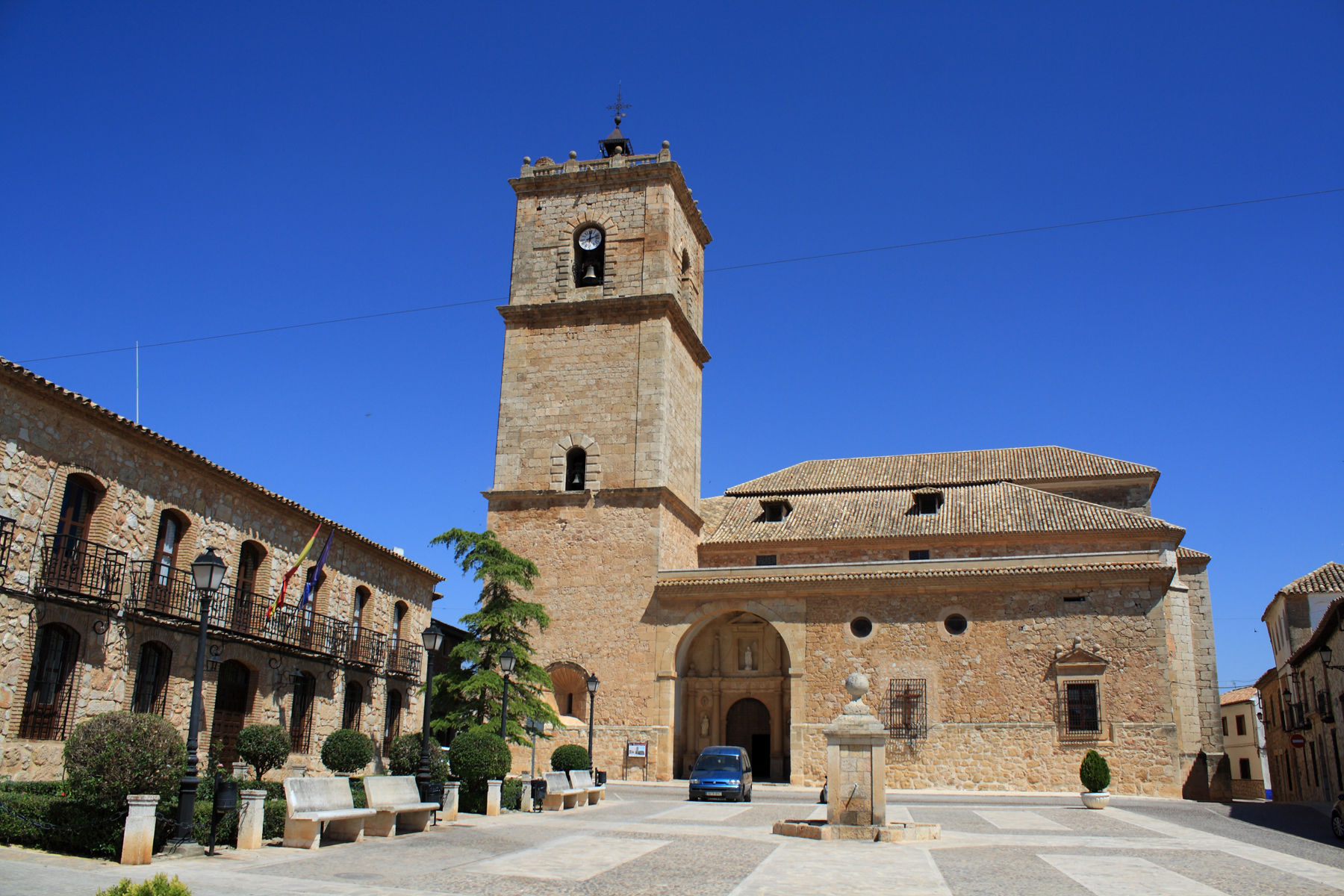
Iglesia de San Antonio Abad

Al fundarse la población de El Toboso en 1278, inmediatamente la Orden de Caballería de Santiago de la Espada levantó un antiguo edificio religioso, del que aún se conservan algunos vestigios. Esta edificación sirvió a modo de primera iglesia sobre la cual se erigió la primitiva parroquia de El Toboso bajo la advocación de Nuestra Señora de las Angustias.
Nada se sabe de su trayectoria a lo largo de los siglos XIV y XV, pero todo hace suponer que los santiaguistas realizaron a conciencia una ardua labor pastoral y religiosa. Sí hay noticia de la decisión de descomponer esta antigua iglesia para levantar la actual iglesia parroquial a partir de 1511. Además, con el alzado del nuevo templo, la parroquia fue confiada a la advocación y titularidad de san Antonio Abad.
El archivo parroquial de El Toboso atesora libros sacramentales que dan cumplida cuenta de la actividad pastoral de esta parroquia desde 1565 hasta nuestros días por medio del registro de bautizos, matrimonios y defunciones, además de otros libros de fábrica y obra de la construcción del actual templo, libros de cuentas de cofradías y varios legajos documentales que confirman la historicidad de la parroquia.
Desde su creación y hasta la supresión de las Órdenes Militares en España (1931), la parroquia de El Toboso estuvo administrada por los Caballeros Santiaguistas cuyo Prior obtuvo del papa atribuciones episcopales. A lo largo de estos siglos, la parroquia se vio enriquecida con el establecimiento de las órdenes religiosas de las Clarisas (1548), Agustinos Recoletos (1600) y Trinitarias Recoletas (1680) que aumentaron el caudal religioso y pastoral en esta villa.
En 1931 la parroquia de San Antonio Abad de El Toboso, junto con toda la Mancha santiaguista del sur de la provincia de Toledo, pasa a depender del Obispado de Cuenca hasta el año 1955 que pasa a formar parte de la archidiócesis Primada de Toledo. El papa Pío XII emitió un decreto consistorial, “Toletanae et aliarum”, mediante el cual separó de la diócesis de Cuenca siete parroquias que igualmente se encontraban en el territorio de la provincia civil de Toledo, entre ellas El Toboso. Entre 1931 y 1955 el cuidado pastoral de la parroquia estará en manos de los religiosos trinitarios que atendían al monasterio de la Inmaculada y San José de las trinitarias de El Toboso. Durante los años 1960 la parroquia se vio favorecida por la presencia de las Religiosas Misioneras del Santísimo Sacramento y María Inmaculada que establecieron un colegio en la localidad.
Integrada en la archidiócesis de Toledo, la parroquia ha estado administrada pastoralmente por el clero diocesano de Toledo. Entre los años 1960 y 1980 la parroquia vivió fecundos años de actividad pastoral y religiosa, fruto de ese trabajo han sido las numerosas vocaciones a la vida sacerdotal, contemplativa, misionera y consagrada que han surgido en esta época. También ha sido importante la labor de grupos eclesiales, la evolución catequética, renovación de las cofradías y hermandades y propuesta de nuevas acciones que mantienen viva a la comunidad parroquial de El Toboso.

El 3 de mayo de 1993 la iglesia parroquial sufrió un incendio mientras se realizaban labores de reparación de la techumbre. Consecuentemente se inició un proceso integral de restauración que acabó el 26 de julio de 1996, día en que fue reabierta al culto y bendecidas las obras por el entonces arzobispo y cardenal de Toledo Marcelo González Martín. En  2009 la parroquia vivió un momento de gracia: la restauración del patronazgo de la que fuera antigua patrona de la villa de El Toboso: la Virgen de los Remedios. La noche del 14 de agosto fue consagrada y bendecida la nueva imagen y quedó instalada en una de las capillas del templo parroquial.

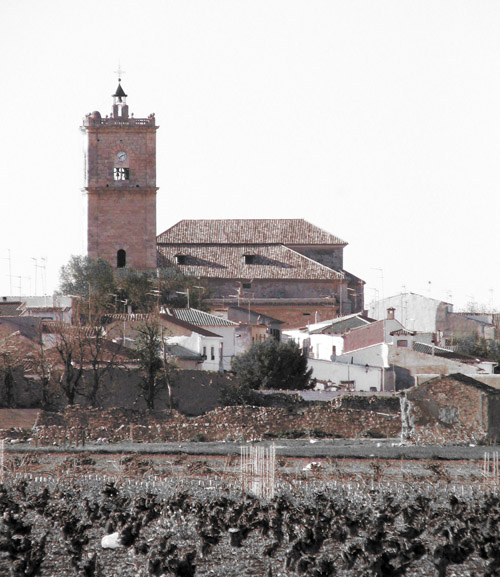
Iglesia y vides de El Toboso

La planta de esta iglesia es cuadrada con tres naves iguales, y las bóvedas son tardo-góticas isabelinas. Se apoya en grandes columnas cilíndricas. En las columnas de la nave central se pueden ver distintos medallones con los símbolos de la Orden de Santiago. En el siglo XVI se añaden en la cabecera otras dos bóvedas y una cúpula, con intención de ampliar la planta del templo. En los laterales hay varias capillas; en la de los Hierros se conserva una imagen de san Agustín cuya cabeza, de madera policromada, pertenece a la escuela castellana del siglo XVI. Las portadas son renacentistas de finales del XVI. La torre es del mismo siglo; consta de tres cuerpos: el primero de estilo plateresco, en cuyo interior se sitúa el baptisterio, y los dos cuerpos superiores son de estilo herreriano.
- Monasterio de la Inmaculada y San José. Trinitarias Contemplativas - Recoletas

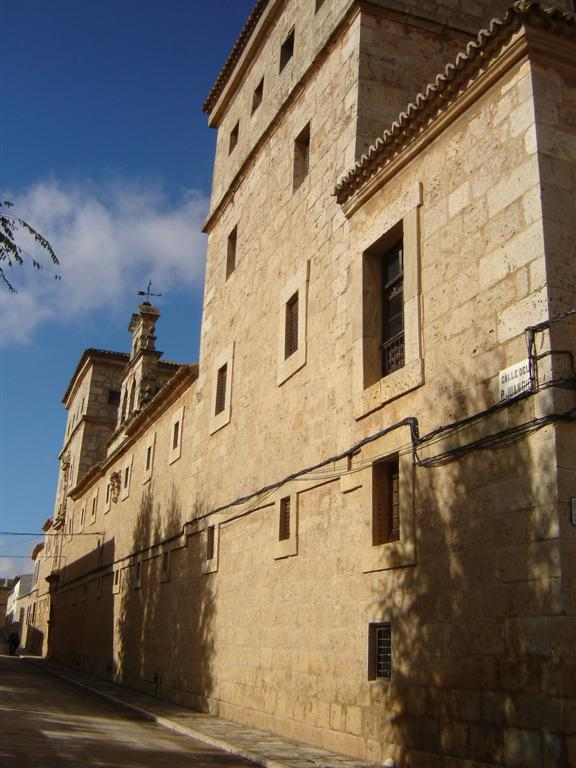
Convento de Trinitarias

En el año 1660 Alejo Martínez Nieva y Morales fundó este monasterio, empeñando toda su hacienda y caudales para que viniesen a habitarlo Religiosas Clarisas. Tras su muerte, en 1662, Juan de Morales Martínez, caballero santiaguista y sobrino del fundador, queda como patrono del monasterio con la obligación de acabar las obras comenzadas por su tío y obtiene, el 10 de febrero de 1663, licencia eclesiástica para esta fundación del convento de Santa Clara por parte del Prior de Uclés. La obra debía darse por acabada con toda perfección el día de San Miguel del año 1664, pero D. Juan no llegó a conocerlo, ya que murió antes de que venciera el plazo por lo que se nombró heredero de esta empresa a su hijo, José Gregorio Ramírez de Arellano que, siendo menor de edad, quedó bajo la tutela de su tío Carlos de Villamayor, Caballero de la Orden de Calatrava y consejero del Rey. A partir de este momento la construcción y el proceso de fundación empezarían a debilitarse por dificultades económicas y por el escaso interés que iban a tener los nuevos patronos, extendiéndose las obras con la comunidad religiosa trinitaria ya instalada en el convento. Se añade, además, la denuncia que presentó el fiscal del Consejo de Órdenes, señalando cómo dicho convento no era necesario en la Villa por no pasar de seiscientos vecinos y haber otro convento de monjas de la misma orden. A esta objeción vino a sumarse la renuncia formal que hizo la Orden de Santa Clara la cual, al encontrarse sin fondos, terminó cediendo la fundación. En 1670 se abandonó prácticamente la obra hasta 1679 en que de nuevo se reactivó el proceso.
Sor Ángela María de la Concepción nació en Cantalapiedra (Salamanca) el 1 de marzo de 1649 y falleció el 13 de abril de 1690 en este convento de El Toboso. Después de sentirse atraída y llamada por el Señor a la vida religiosa contemplativa, pasó cerca de un año en las Carmelitas de “San José” de Valladolid, monasterio fundado por Santa Teresa de Jesús, con quien posee un calco excepcional en su vida, obra y producción mística; pero la llamada vocacional impresa por Dios en su corazón le hizo llegar a las Trinitarias de Medina del Campo (Valladolid), en donde vivió diez años con un profundo dinamismo ascético-místico, envuelto en numerosas revelaciones hasta que en 1680, como arrebatada a una vida de mayor perfección y santidad, Dios le provocó la idea, a sus solo treinta y un años de edad, de aventurarse en la promoción de un nuevo Monasterio, donde se iba albergar la primera fundación de la Reforma que ella emprendería, siguiendo el camino iniciado años antes por el santo Reformador Trinitario San Juan Bautista de la Concepción. Sor Ángela, puso en marcha la raíz de las Trinitarias Recoletas que, siendo más fieles a la primitiva Regla de san Juan de Mata, fundador de la Orden de la Santísima Trinidad, vivirían con mayor ahínco y plenitud la llamada de Dios. 

Durante los últimos meses de 1678 el interés se centró en un convento a medio hacer que existía en El Toboso y que por el momento se encontraba sin destino. A principios del año siguiente, 1679, se atiende la petición de sor Ángela y de Antonio Olivera, trinitario, para aposentarse en este edificio, por lo que Carlos de Villamayor se compromete a la finalización de las obras. En este mismo año 79 los trinitarios pleitearon con el Consejo de Órdenes para conseguir nuevas licencias reales de fundación, que fueron otorgadas el 20 de diciembre de ese año y que permitían ponerse en marcha hacia El Toboso donde, en 1680, quedara instalada la comunidad trinitaria y sor Ángela como priora y fundadora del nuevo monasterio.

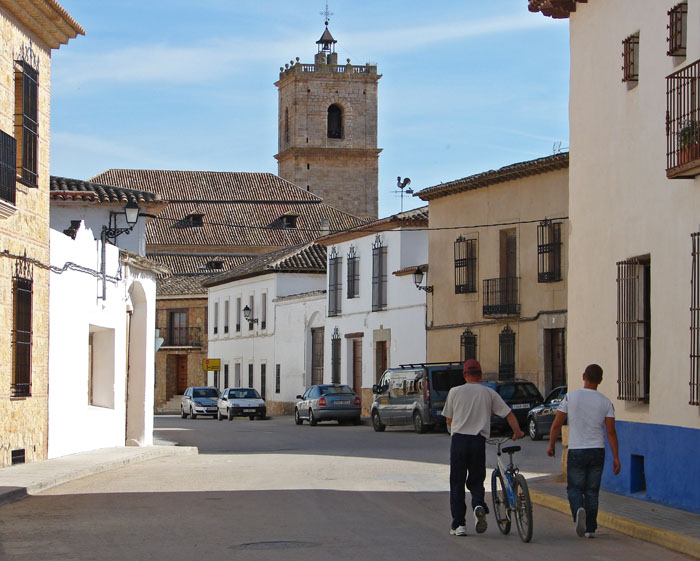
El Toboso calle típica

Este monumental edificio es una verdadera joya artística, de trazos solemnes, todo él de obra de sillería al más puro estilo herreriano. Ocupa una superficie de 9000 metros cuadrados con 100 metros de fachada. Sus torreones, su apreciada desnudez en la decoración y el estilo que lo envuelve hacen recordar el monasterio escurialense, por lo que se conoce a este monasterio como “el Escorial de La Mancha”. Cuenta el convento con claustro de dos plantas e iglesia barroca. En su interior alberga un museo con una valiosa colección de pinturas e imaginería de la escuela española del siglo XVII, orfebrería, bordados en oro, etc. 
- Monasterio de la Concepción - Hermanas Clarisas

Los orígenes del actual convento se remontan hacia 1515, época en la que existió en El Toboso, junto a la ermita de San Benito, una casa de beatas a manera de eremitorio, que más tarde, en el año 1546, sería convertido y fundado como cenobio franciscano por Antón Martínez, clérigo natural de la villa. En las Relaciones de Felipe II, del año 1575, ya se menciona este lugar como monasterio de beatas, sujeto a la Orden de San Francisco, llamado de La Sentencia y dedicado a la Concepción de Nuestra Señora. La iglesia del convento se levantó hacia 1670; era pequeña, sin particularidad ninguna, salvo el porche principal que era todo de sillería, con dos grandes columnas dóricas. Actualmente, todas las dependencias del convento son reconstrucción de las antiguas, incluyendo la iglesia, pues de la primitiva iglesia del convento solo se conserva el primer tramo de bóveda, de estilo barroco sencillo; el resto de la fábrica principal es modernista, resultado de la profunda reconstrucción llevada a cabo entre los años 1973 y 1976. Las monjas que lo habitan viven en régimen de clausura y se dedican a la elaboración artesanal de dulces.
Se trata de una obra del siglo XVI, restaurada en el siglo XX, de estilo renacentista, de la que solo se conserva la antigua portada de la iglesia.
- Portadas de la primitiva parroquia - Iglesia de la Tercera Orden

La antigua parroquia dedicada a la Virgen de las Angustias, de la que solo se conserva su antigua portada, fue una pequeña iglesia de cantería hecha a base de piedras sólidas y cal como corresponde al tiempo defensivo del siglo XIII, según se describe en el libro de visitas a El Toboso, en el año 1511. Posteriormente, se desmontó esta pequeña iglesia para levantar el actual templo parroquial.
En lo que hoy es el Centro Cervantino se levantó otra iglesia, llamada de la Tercera Orden, y que estuvo unida a patios interiores o corralas. Solo se conserva la portada, del siglo XVII.
- Casas priorales de las órdenes de Santiago y San Juan de Malta

Ambas corresponden al último tercio del siglo XVI. La segunda, conocida también como “Casa de los Perros” en referencia a los dos canes que aparecen en el blasón de la puerta, perteneció a la Orden de San Juan que intentó asentar sus bases en El Toboso. Y la de Santiago fue la antigua Casa de Tercia o del Pósito en los primeros años de la fundación del pueblo.
- Conjunto de ermitas y oratorios particulares

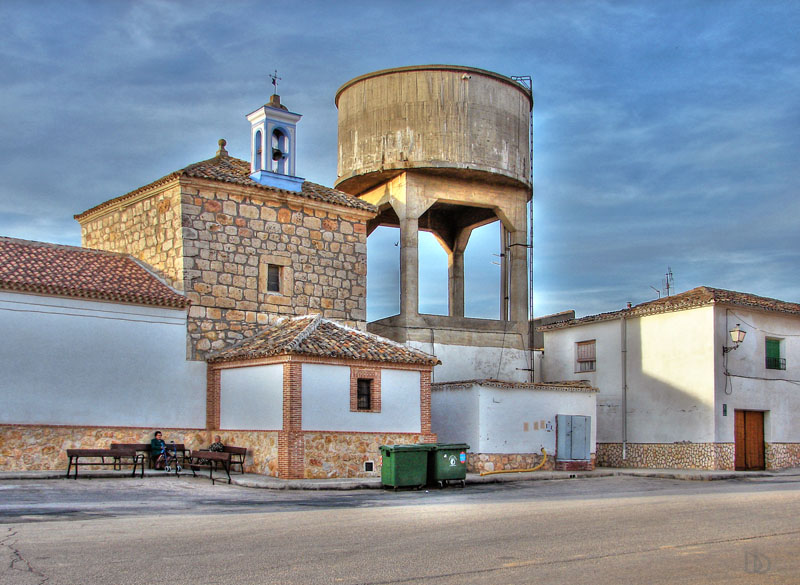
Ermita de San Sebastián y depósito de agua

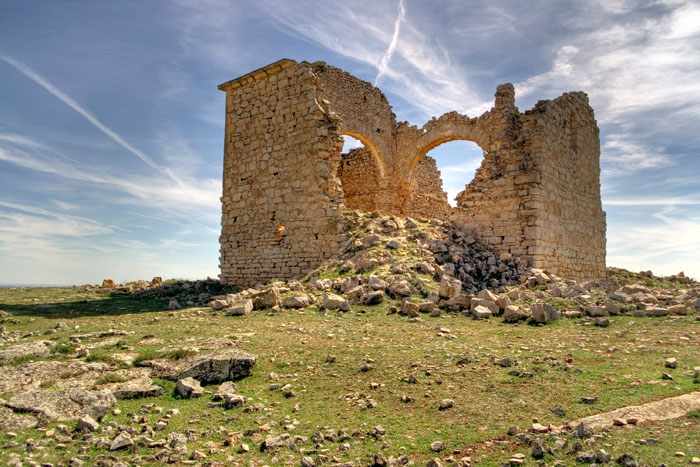
Ermita de Santa Ana

En El Toboso existieron hasta catorce iglesias pequeñas o ermitas en torno a las cuales se articularon los barrios populares y surgieron plazas irregulares, verdaderos escenarios de celebraciones. Algunas estaban dentro de la cerca o muralla que protegía el espacio urbano. Actualmente están en pie la de San Sebastián, San Blas, el antiguo hospital para pobres, hoy ermita del Santísimo Cristo de la Humildad.
También cabe destacar la existencia de oratorios o capillas particulares escondidas en antiguas casonas solariegas y que en el siglo XVII dieron origen a las Capellanías como medio para el sustento del clero regular y secular de la villa de El Toboso.
Otra construcción de tipo religioso popular fue la Casa de las Memorias, antigua propiedad de una Fundación benéfica, de tipo religioso-caritativo, llamada “de las Memorias” que asistía a pobres y necesitados mediante el arriendo de viviendas y tierras. En esta casa se alojó sor Ángela María de la Concepción al fundar el convento de trinitarias en el año 1680.
- Antiguo convento de Agustinos Recoletos y huerta de los frailes

En el año 1600 la villa de El Toboso ofreció la ermita de la Virgen de los Remedios, antigua y excelsa patrona de este pueblo, para que se fundase un convento de agustinos recoletos que vino a existir hasta el año 1835. Fue este un convento notable en el conjunto de toda La Mancha por los muchos oficios que esta casa de religión tuvo y porque en ella se celebraron varios capítulos generales y provinciales. De entre sus celdas sobresalieron religiosos señeros que dieron fama al convento y al pueblo.
A día de hoy solo se conserva la arcada que da acceso al cementerio municipal, conocido también como Huerta de los Frailes pues en sus inmediaciones aún existe el Pozo de la Virgen en donde la tradición ubica el milagro que la Virgen de los Remedios hizo a unas mujercillas que a él cayeron y cómo al remediarlas este hecho mereció que la Virgen fuese proclamada patrona de la Villa.

### Museos y exposiciones permanentes
- Museo Casa de Dulcinea

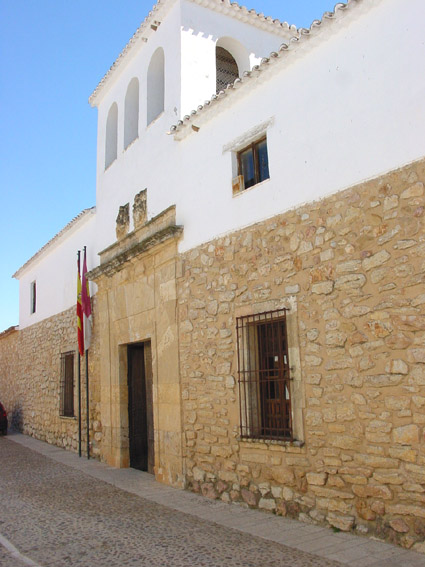
Museo Casa de Dulcinea

En el lugar existió la casa de doña Ana Martínez Zarco de Morales, la Dulcinea de Cervantes. Fue reconstruida durante la década de 1960, consiguiendo una buena reproducción del caserón manchego del siglo XVI que debió de ser. Tiene dependencias de labor, palomar (que se visita por dentro y que está en activo) y huerto trasero, más las habituales dependencias de una vivienda. Ha sido amueblada con enseres de la época.
- Museo Cervantino

Aquí se puede contemplar una valiosa colección de ediciones de El Quijote en varios idiomas, todas ellas regalo de diferentes personajes intelectuales o del mundo de la política, que están dedicadas de puño y letra al pueblo de El Toboso. Como curiosidad se puede ver una edición regalada y dedicada por Hitler y otra por el presidente argentino Juan Domingo Perón. Otras ediciones curiosas son la primera que se editó en euskera, en caracteres celtas (procedente de Irlanda) y un manuscrito adornado con ilustraciones.
- Museo del Humor-Gráfico Dulcinea

Se trata de una colección particular ubicada en una casa recién hecha al estilo del siglo XVI, propiedad ambas cosas de don José L. Martín Mena. Son ilustraciones humorísticas sobre el tema de El Quijote cuyos autores son casi todos humoristas famosos y reconocidos.

### Pozos
La construcción de pozos, aljibes y abrevaderos en el siglo XVI fue de vital importancia, ya que esta zona geográfica tiene escasas precipitaciones durante el año. Estos fueron construidos tanto dentro como fuera del pueblo, y servían para el abastecimiento tanto humano, como animal.
Los brocales de los pozos son de gran belleza y calidad de labrado; pueden tener diferentes formas, desde uno hasta cuatro ojos horadados en piedra y sostenidos por arcos de medio punto; pueden tener una o dos gradas antes de llegar al brocal. Los pozos solían tener un nombre, dependiendo del lugar donde estos estuviesen ubicados.

### Ruta literario-quijotesca

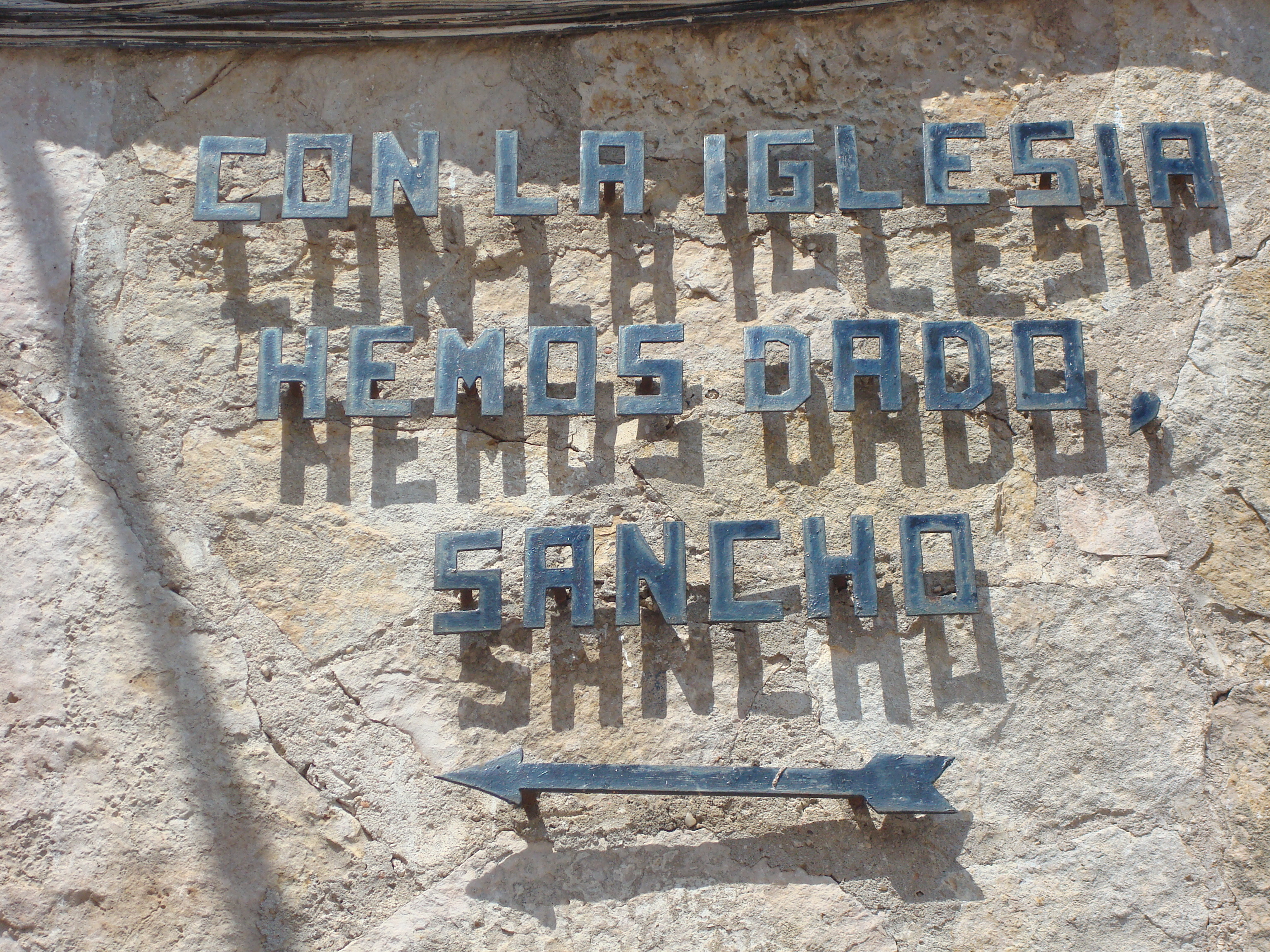
«Con la iglesia hemos dado, Sancho»

Hay que destacar a Miguel de Cervantes, ya que debido a su obra la villa de El Toboso ha sido dotada de popularidad y renombre internacional. A mediados de los 70, las autoridades, con afán de difundir la obra y popularizar el municipio, ejecutaron varios proyectos, entre ellos, la ruta literaria. Esta ruta consiste en la difusión de rótulos en fachadas del pueblo con frases literalmente citadas, colocados de tal manera que, circulando a pie, se puede hacer una ruta siguiendo "los pasos" de Don Quijote y Sancho en el interior del pueblo. Cabe citar la frase «Con la iglesia hemos dado, Sancho», empleada por Don Quijote cuando en el intento de localizar el Palacio de Dulcinea se encuentran ("hemos dado Sancho") con el templo parroquial toboseño en el capítulo IX de la 2.ª parte.

### Fiestas
- San Antonio Abad o "San Antón".

A la mitad del mes de enero, se celebra al Santo Titular del templo parroquial. En dicha celebración, se ofrece una misa en honor al santo y, posteriormente, se bendicen los animales domésticos. En tiempos antiguos, se engalanaban los animales destinados a la labranza, mulas y caballos, y se daban, con los mismos, tres vueltas al templo parroquial.
- San Sebastián y carnavales (20 de enero o fin de semana más próximo a la fecha)

Con motivo de la celebración de San Sebastián, es común hacer una hoguera en la puerta de la ermita en honor al Santo, pidiéndole que no entren epidemias al pueblo. 
Unido a la fiesta religiosa, se celebra lo profano. Los carnavales toboseños son pintorescos debido a la fecha de la celebración y al ingenio de los disfraces que desfilan. Dícese que son los primeros del año en España.
- San Blas (3 de febrero)

En las inmediaciones de la localidad está situada la ermita del Santo. Esta fiesta, a principios y mediados del siglo XX, estaba ligada a las de San Antón y San Blas. En las noches de esas dos semanas, se celebraban verbenas populares, concluyendo "los bailes" con la fiesta de San Blas. Actualmente, en la víspera, se enciende una hoguera en honor al santo y se degustan gachas. El 3 de febrero, se ofrece una función y procesión con la imagen del Santo.
- Jueves Lardero o día de la merienda

En la tarde del jueves previo al miércoles de ceniza, los jóvenes salen al campo donde meriendan. Es típico el degustar "hornazo", plato típico semejante a un pan redondo con un huevo cocido en el centro y una cruz elaborada con la misma masa del dulce atrapando el huevo. En este día, era de costumbre plantar el "monumento", consistía en hacer un sembrado en un plato con trigo, cebada y cinco garbanzos que representan las llagas de Jesucristo; en el transcurso de la Cuaresma, los tallos iban creciendo hasta lograr una considerable altura. En la víspera del Jueves Santo, se llevaba al templo parroquial y servía como adorno de la reserva eucarística o monumento.
- Viernes de Dolores

El viernes previo al Domingo de Ramos, se celebran los 7 dolores de la Virgen María, con procesión de la imagen de la Virgen de los Dolores.
- Semana Santa

El triduo pascual se celebra en la primera luna llena de primavera. Durante estos días, se procesionan imágenes correspondientes a la Pasión de Jesucristo. Llaman la atención la austeridad, recogimiento y silencio de los penitentes. En la tarde del Domingo de la Resurrección, es común de mantear el "pelele" o representación del apóstol Judas Iscariote suicidado cantando esta coplilla:
"Olé y olá,
en la manta está,
coge niño el pelele
cogedlo que se va."
Tras mantear el "pelele" se realizan juegos cantando canciones populares infantiles.
- San Marcos (25 de abril)

Fiesta semejante a jueves Lardero, donde los jóvenes y adultos van a merendar al campo. En esta ocasión, no se elaboran hornazos, sino que se cuecen tortas y se consumen acompañadas de chocolate en tableta.
- Jornadas Cervantinas. Semana del 23 de abril

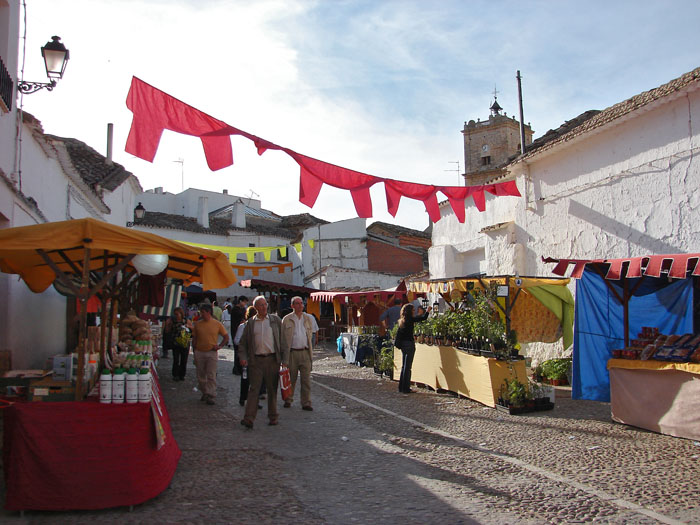
Jornadas Cervantinas en El Toboso

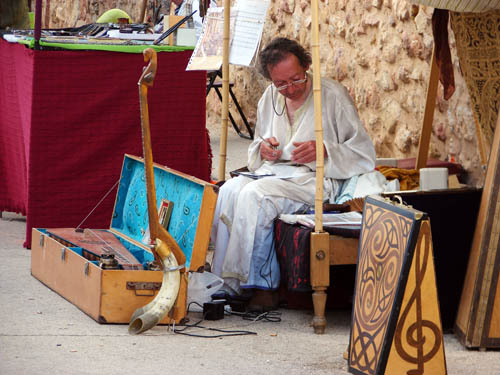
Puesto típico de las Jornadas Cervantinas de El Toboso

Las Jornadas Cervantinas de El Toboso se celebran cada año hacia la última semana del mes de abril, alrededor del día 23, Día del Libro. Esta localidad toledana recuerda con esta celebración su papel protagonista en la obra universal de Cervantes, El Quijote, por ser El Toboso el pueblo natal de Dulcinea, la amada del Ingenioso Hidalgo. De hecho este municipio presume del sobrenombre de la “patria de Dulcinea”.
Entre los actos principales celebrados en estos días, el festival de teatro clásico en la calle, una cita en la que los visitantes pueden disfrutar de la puesta en escena de algunas de las principales obras teatrales del Siglo de Oro español. Los escenarios elegidos, las plazas, callejuelas o patios de la preciosa localidad que cuenta entre sus atractivos turísticos con señoriales casas de labor y edificios de importante valor arquitectónico. Algunas de las representaciones se hacen de noche, añadiendo encanto a la cita. Otro de los valores importantes de esta celebración es el carácter popular al contar con la participación de un buen número de vecinos que no dudan en vestir el traje típico manchego para ambientar las calles y a los numerosos visitantes que aprovechan esta fecha para acercarse hasta allí. El programa se completa con actuaciones musicales, exposiciones o conferencias sobre Miguel de Cervantes, El Quijote y la influencia de esta obra en la literatura universal.

En 2016, El Toboso habría celebrado las bodas de plata de sus Jornadas Cervantinas con la edición número XXV. A lo largo de estos años, aprovechando esta celebración se hace un nombramiento especial, el de Dulcinea de Honor que ha recaído en personalidades del mundo de la cultura o la comunicación. En este año 2015, el Ayuntamiento nombró Dulcinea de Honor a título póstumo a la duquesa de Alba. Otras Dulcineas han sido las periodistas Esther Esteban y Lorena García Díez o la soprano, compositora y directora de orquesta Pilar Jurado.
- Cántico de los Mayos (30 de abril y 3 de mayo):

Es común, en los pueblos de la Mancha, saludar al mes florido en la víspera del día 1. En El Toboso, el cántico del mayo manchego se realiza en las noches del 30 de abril para comenzar mayo, y el 3 de mayo, día que correspondía a la antigua fiesta de la cruz florida o cruz de mayo. Se comienza el mayo cantando en la plaza de la iglesia y adornando la cruz con un ramo de flores. Posteriormente, los cantores iban a visitar a las autoridades civiles y religiosas de la Villa, conventos, y familiares. Antiguamente era común cantar los mayos a las mozas, habiendo dos variedades: los mayos comunes y los mayos del retrato, donde se describía a la dama desde los pies a la cabeza con hermosos versos.
Anecdóticamente, en la noche del 30 de abril, como travesura de los mozos del pueblo, tintaban de rojo, a base de tierra roja y agua, las fachadas que habían sido albeadas con motivo de la Semana Santa y comienzo de primavera.
- San Isidro Labrador (15 de mayo)

Romería en honor al Santo patrono de la Villa de Madrid y de los agricultores. Esta se desarrolla el fin de semana más próximo a la fecha del Santo, en la ermita ubicada en "el Morrión", próxima a la Venta de Don Quijote.
- Pascua de mayo o fiestas en honor al Stmo. Cristo de la Humildad:

Se da un previo traslado de la Sagrada Imagen al templo parroquial, el día de la Ascensión, donde los niños que han participado en esa mañana del sacramento de la comunión acompañan cortejando la imagen. Posteriormente, como preparación a la fiesta, se celebra un quinario más misa, donde un predicador instruye a los fieles que van a celebrar al Santo Patrono.
Las fiestas patronales tienen lugar el fin de semana de Pentecostés y son vulgarmente conocidas por todos los toboseños como la "Pascua de Mayo". Tras la función principal del sábado y domingo, los oferentes (personas que han hecho un voto o promesa personal al patrón) invitan a todos los asistentes a las funciones religiosas a la "Ranra", donde se degustan dulces típicos, frutos secos y zurra. Se ameniza este convite con música y pasodobles interpretados por la banda municipal Santa Cecilia.
Es de destacar su procesión nocturna del sábado y domingo, por la devoción de todos los toboseños y visitantes que llegan al pueblo. Durante la Carrera procesional, los oferentes que han hecho un voto o promesa personal, mirando la imagen y caminando de espaldas, ondean banderas.
Tras el retorno de la imagen a la ermita en la noche de Pentecostés, los hijos de El Toboso la visitan a diario, ofreciendo sus oraciones y plegarias, hasta el día del Corpus Christi, donde definitivamente se dan por concluidas las fiestas.
- La Santísima Trinidad (domingo después de Pentecostés)

La Orden trinitaria, de tanto arraigo en El Toboso (véase convento de La Inmaculada y San José), celebra junto con el Laicado Trinitario, un Triduo y trisagio, los días previos a la Santísima Trinidad. En la tarde de la Solemnidad, tras la función principal presidida por un predicador venido de fuera (fraile trinitario u otro clérigo), se hace una procesión con el Santísimo Sacramento, con un recorrido diferente al de la Solemnidad de Corpus Christi, por los aledaños del convento.
- Corpus Christi (domingo después a la Santísima Trinidad)

Procesión eucarística por las principales calles del centro de la localidad. En la carrera procesional se engalanan las calles y se levantan altares donde se adora al Santísimo y se imparte la bendición. Dichos altares están aderezados con flores correspondientes a esa época del año, y se perfuman las calles a base de tomillo, romero, yerbabuena y paraíso. Hasta mediados de los años 60, se celebraba la Octava del Corpus, con una procesión más reducida alrededor del templo parroquial con el Santísimo Sacramento.
- Dulce Nombre de Jesús (11 de agosto)

La cofradía más antigua de El Toboso celebra su fiesta principal con un triduo a Jesús Nazareno predicado por un Sacerdote invitado. El día principal, se hacen ranra, pujas y se procesiona la imagen. Por la noche se celebra verbena popular. Dicha fiesta tiene gran arraigo entre las gentes, y llama la atención que el número de hermanos supera a la cofradía del Santo patrón, a pesar de haber más devoción por el "Cristo de la Humildad".
- Solemnidad de Nuestra Señora de los Remedios (15 de agosto)

Esta Solemnidad se corresponde con la Asunción de Ntra. Sra. Esta advocación mariana se veneraba hasta el siglo XIX; tras la desamortización de Mendizábal, se extinguió. En la actualidad, se ha tallado una imagen de la antigua patrona de la villa, con intención de restablecer nuevamente su memoria. 
- Solemnidad de la Virgen de la Cabeza (domingo anterior a la feria de San Agustín)

La imagen se venera en el convento de las madres trinitarias. Esta devoción mariana proviene de Andújar (Jaén), y tiene suficiente arraigo en El Toboso, ya que desde décadas, existen peregrinos que viajaban a Andújar para venerar la imagen custodiada por los padres trinitarios de Andújar. La actual imagen, de El Toboso, fue traída para celebrar la fiesta chica en el pueblo, tras haber celebrado la fiesta de la aparición de Andújar (11 de agosto).
- Feria en honor a San Agustín (28 de agosto)

A finales del mes de agosto el ayuntamiento, conjuntamente con la parroquia, organiza las Ferias y Fiestas de San Agustín, obispo de Hipona, con función principal y procesión del Santo Obispo, verbenas y un amplio programa diario de actividades lúdicas y culturales.
- Virgen Morenita

Con motivo de la Fiesta del Nacimiento de Santa María, el 8 de septiembre, se celebra la Virgen Morenita. Fiesta de un barrio donde se ubica la capillita, pero que tiene gran raigambre entre todos los vecinos del pueblo. 
De la procedencia de la imagen no se sabe nada con certeza. Una coplilla nos hace esta referencia: 
"Virgen de la Morenita,
¿quién te ha traído al Toboso?
Me ha traído un carpintero
y me ha puesto frente a un pozo."

Antes de la guerra civil del 36, estaba pictóricamente representada en un lienzo que fue destruido. Tras la contienda, se adquirió la actual imagen. Con esta fiesta, se marca el final del verano y comienzo de la cosecha o vendimia.

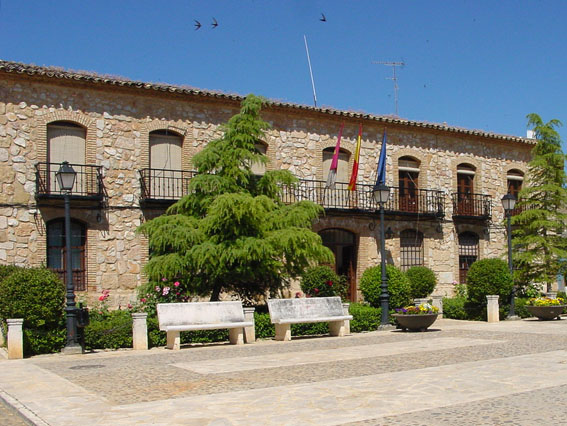
Antiguo ayuntamiento de El Toboso

### Gastronomía
Son numerosos los platos típicos y dulces, que se elaboran en la localidad, y que también, muchos de ellos, son comunes en esta comarca de La Mancha. Cabe señalar los siguientes:
- Gachas manchegas: elaboradas a partir de harina de almorta, pimentón y ajos, previamente fritos los ingredientes con la grasa del cerdo y posteriormente cocidos con agua, hasta el punto de llegar a un similar a la papilla o crema más bien densa.

- Ajo arriero

- Tiznao

- Pisto manchego

- Migas de pastor: pan remojado en la víspera y frito con ajo a fuego lento, es costumbre en este pueblo, degustar con uvas.

- Duelos y quebrantos: tocino frito y revuelto con huevos.

- Caldereta de cordero: magro de cordero rehogado previamente con ajos, cebolla, y cocido con vino y agua.

- Caldillo de patatas: guisado de patatas en sartén, propio de los hombres del campo.

- Cata de tomate: elaborada con el borde del pan redondo, se extrae la miga y en el cuenco de pan se introduce tomate, ajo y aceite de oliva. Se moja el tomate con la miga de pan extraída previamente. Antiguamente se comía en la merienda-cena.

- Pelusas: dulce típico de El Toboso, o especie de pasta elaborada con harina y yema de huevo y adornada con una espiral de clara y azúcar. Son célebres las elaboradas por las Monjas Clarisas de dicha localidad.

- Mostillo: Elaborado a base de arrope, harina tostada, corteza de naranja y agua. Es costumbre de tomarlo en octubre y los Santos.

- Gachas dulces o gachas tarbinas: semejantes a las saladas, con harina de trigo tostada y leche. Típicas en la noche de difuntos.

- Orejas de fraile.

- Flores: a base de huevo, leche y azúcar.

- Arripámpanos: masa frita a base de harina, aceite, vino y azúcar.

- Mantecados: dulce propio de la Navidad, recubierto con azúcar.